# Dydaktyka wojskowa

Dydaktyka wojskowa – teoria nauczania i uczenia się w wojsku. Dział dydaktyki dorosłych badający fizjologiczne i psychologiczne aspekty procesu nauczania i uczenia się oraz społeczne uwarunkowania funkcjonowania instytucji oświatowych. W wojsku wyróżnia się trzy podstawowe poziomy kształcenia:
- wojskowe kształcenie elementarne, obejmujące szeregowych, prowadzone w jednostkach wojskowych i szkołach podoficerskich;
- kształcenie oficerów w szkołach oficerskich;
- kształcenie w akademiach wojskowych.

Każdy z tych poziomów kształcenia wojskowego znajduje swoje odbicie w odpowiednich dydaktykach częściowych (szczegółowych).